# Федеральная государственная информационная система территориального планирования
Федеральная государственная информационная система территориального планирования (ФГИС ТП) — информационная система, обеспечивающая доступ к сведениям, содержащимся в государственных информационных ресурсах, государственных и муниципальных информационных системах, в том числе в информационных системах обеспечения градостроительной деятельности (ИСОГД), и необходимым для обеспечения деятельности органов государственной власти и органов местного самоуправления в области территориального планирования.

## История создания
13 сентября 2010 года на сайте Министерства регионального развития РФ размещен Проект Распоряжения Правительство РФ по Плану первоочередных мероприятий по вопросам территориального планирования, в котором Министерство обозначило необходимость создания к 1 июля 2011 года федеральной государственной географической информационной системы территориального планирования. 21 февраля 2011 года Минрегион объявил открытый конкурс на реализацию мероприятий, направленных на создание первой очереди ФГИС ТП. 20 марта 2011 года Федеральным законом № 41-ФЗ в Градостроительный кодекс РФ внесена статья 57.1 о федеральной государственной информационной системе территориального планирования (ФГИС ТП). 14 апреля 2011 года — Единая конкурсная комиссия Минрегиона России определила победителя открытого конкурса на право создания ФГИС ТП. 2 августа 2011 года Общественная профессиональная экспертиза Проекта ФГИС ТП. 2 сентября 2011 года — На сайте Министерства регионального развития была размещена ФГИС ТП (ранее действовавшая гиперссылка). февраль 2013 — введена в промышленную эксплуатацию доработанная версия ФГИС ТП. С 2015 года на сайте Министерства экономического развития размещена доработанная версия ФГИС ТП.

## ФГИС ТП
Целями ФГИС ТП являются обеспечение согласования проектов документов территориального планирования по развитию территории Российской Федерации на муниципальном, региональном, федеральном уровне. Формирование информационного ресурса включая пространственные данные об использовании, ограничениях использования и планируемом развитии территорий, а также информационной поддержки принятия органами государственной власти и местного самоуправления решений в сфере градостроительной деятельности, публичности градостроительных решений и прозрачности процессов управления развитием территории.
Согласно ст. 57.1 Градостроительного кодекса РФ ФГИС ТП содержит следующую информацию, необходимую для подготовки документов территориального планирования:
1. стратегии (программы) развития отдельных отраслей экономики, приоритетные национальные проекты, межгосударственные программы, программы социально-экономического развития субъектов РФ, планы и программы комплексного социально-экономического развития муниципальных образований, программы, принятые в установленном порядке и реализуемые за счёт средств федерального бюджета, бюджетов субъектов Российской Федерации, местных бюджетов, решения органов государственной власти, органов местного самоуправления, иных главных распорядителей средств соответствующих бюджетов, предусматривающие создание объектов федерального значения, объектов регионального значения, объектов местного значения;
2. проекты документов территориального планирования и материалы по обоснованию таких проектов;
3. документы территориального планирования;
4. правила землепользования и застройки;
5. цифровые топографические карты, не содержащие сведений, отнесённых к государственной тайне;
6. информацию: 
  - о границах субъектов Российской Федерации, муниципальных образований, населенных пунктов;
  - о размещении объектов федерального значения, объектов регионального значения, объектов местного значения;
  - о зонах с особыми условиями использования территорий;
  - о территориях объектов культурного наследия;
  - об особо охраняемых природных территориях;
  - о территориях, подверженных риску возникновения чрезвычайных ситуаций природного и техногенного характера;
  - об особых экономических зонах;
  - о результатах инженерных изысканий;
  - о месторождениях и проявлениях полезных ископаемых;
7. иная информация о состоянии, об использовании, ограничениях использования территорий.

## Доступ к ФГИС ТП
Доступ органов государственной власти, органов местного самоуправления, физических и юридических лиц к информации ФГИС ТП осуществляется через официальный сайт в сети Интернет. Если необходимая информация находится в иных государственных или муниципальных информационных системах, то органы, ведущие эти системы должны обеспечить доступ к ней посредством ФГИС ТП.
Доступ к информации, размещённой на официальном сайте, осуществляется без взимания платы.
Правила ведения ФГИС ТП — постановление Правительства Российской Федерации от 12 апреля 2012 г. № 289.

## Региональные информационные системы территориального планирования
Организационная структура ФГИС ТП выглядит следующим образом:
- информационная система территориального планирования Российской Федерации;
- информационная система территориального планирования субъекта Российской Федерации;
- информационные системы обеспечения градостроительной деятельности муниципальных образований (ИСОГД).

Однако ни Градостроительный кодекс Российской Федерации (статья 7), ни Федеральный закон от 6 октября 1999 года № 184-ФЗ «Об общих принципах организации законодательных (представительных) и исполнительных органов государственной власти субъектов Российской Федерации» не наделяют субъект Российской Федерации полномочиями по формированию и ведению региональной информационной системы территориального планирования. В отсутствие указанных полномочий формирование единого информационного ресурса на уровне региона либо Российской Федерации невозможно. 

Вместе с тем, в ряде регионов (Московская область, Тюменская область, Калужская область, Ярославская область, Калининградская область) создаются двухуровневые системы, основанные на интеграции информационной системы органа государственной власти субъекта РФ и автоматизированных муниципальных ИСОГД.
Актуальным остаётся вопрос интеграции ИСОГД в ФГИС.